# Gianni Cavalieri
Gianni Cavalieri (eigentlich Vittorio Cavalieri; * 7. März 1908 in Padua; † 5. Juli 1955 in Treviso) war ein italienischer Schauspieler.

## Leben
Der kleine Bruder des Schauspielers Gino Cavalieri debütierte 1927 in der „Compagnia Veneta“ um Gianfranco Giachetti, bei der er bis 1934 unter Vertrag stand. Anschließend spielte er bei einem anderen Venezianer, Carlo Micheluzzi, und ab 1937 in der eigenen Theatergruppe, die er zusammen mit seinem Bruder leitete und die Tourneen mit Dialektstücken unternahm. 1940/41 stand er bei Cesco Baseggio, 1945 mit der bedeutenden Gruppierung unter Leitung von Memo Benassi auf der Bühne. Nach erneutem Auftritten mit seinem Bruder kehrte er 1950 zu Baseggio zurück. Zwei bedeutenden Ensembles gehörte er in den 1950er Jahren an; zunächst dem von Wanda Osiris, dann dem des „Teatro d'Arte Italiano“.
Die italienischen Kinoproduzenten setzten nach dem Zweiten Weltkrieg den recht kleinen, untersetzten, nicht attraktiven, aber einnehmenden Schauspieler, dem spontane Komik und eine helle Stimme zu eigen waren, bis zu seinem frühen Tod in zahlreichen Nebenrollen meist venetianischer Charaktere, aber selten seinen Fähigkeiten gemäß, ein.

## Filmografie (Auswahl)
- 1937: Nina, non far la stupida
- 1950: Herzen kenne keine Grenzen (Cuori senza frontiere)
- 1952: Ein Auto macht noch keinen Millionär (5 poveri in automobile)
- 1952: Die Helden des Sonntags (Gli eroi della domenica)
- 1953: Der Korsar des Königs (Capitan Fantasma)
- 1953: Musoduro – Liebe, Jagd und Leidenschaft (Musoduro)
- 1954: Abenteuer der vier Musketiere (I cavalieri della regina)
- 1954: Die verkaufte Unschuld (Miseria e nobiltà)
- 1954: Zwei Nächte mit Kleopatra (Due notti con Cleopatra)
- 1955: Totò e Carolina